# Kazimierz Lewicki (generał)
Kazimierz Lewicki (ur. w lutym 1835, zm. 22 listopada 1891) – Polak, generał lejtnant Armii Imperium Rosyjskiego.
Był starszym bratem generała majora Mikołaja Lewickiego. Ukończył szkolenie w korpusie kadetów w Połocku. W 1855 roku w Lejbgwardii. Brał udział w wojnie krymskiej 1853-56. W 1859 roku, po ukończeniu Cesarskiej Akademii Wojennej, służył w sztabie Samodzielnego Korpusu Gwardii, a potem w Syberyjskim Okręgu Wojskowym. W 1867 r. został szefem sztabu 2 Dywizji Kawalerii Gwardii. W 1870 roku został profesorem Akademii Sztabu Generalnego. W 1874 roku otrzymał stanowisko adiutanta carskiego, a dwa lata później został pomocnikiem szefa sztabu Gwardii i Petersburskiego Okręgu Wojskowego. W wojnie rosyjsko-tureckiej 1877-78 był zastępcą generała Artura Niepokojczyckiego w armii Naddunajskiej. Po wojnie otrzymał stanowisko inspektora kawalerii. W okresie od 30 sierpnia 1885 roku do 15 sierpnia 1888 roku dowodził 1 Dywizją Kawalerii.